# Harry Morgan (attore)
Harry Morgan, pseudonimo di Harry Bratsburg (Detroit, 10 aprile 1915 – Brentwood, 7 dicembre 2011), è stato un attore e regista statunitense.

## Biografia
Studente di Legge all'Università di Chicago, dovette interrompere per mancanza di fondi, e si dedicò al teatro. È noto per i suoi ruoli di Pete Porter in December Bride (1954-1959) e Pete and Gladys (1960-1962); dell'ufficiale Bill Gannon in Dragnet (1967-1970), di Amos Coogan in Hec Ramsey (1972-1974), e del colonnello Sherman T. Potter in M*A*S*H (1975-1983) e AfterMASH (1983-1984). Inoltre, è apparso in ruoli di caratterista in più di 100 film.

## Filmografia

### Cinema
- The Omaha Trail, regia di Edward Buzzell (1942)
- Voglio essere più amata (Orchestra Wives), regia di Archie Mayo (1942)
- The Loves of Edgar Allan Poe, regia di Harry Lachman (1942)
- Verso le coste di Tripoli (To the Shores of Tripoli), regia di H. Bruce Humberstone (1942)
- Happy Land, regia di Irving Pichel (1943)
- Alba fatale (The Ox-Bow Incident), regia di William A. Wellman (1943)
- Agguato sul fondo (Crash Dive), regia di Archie Mayo (1943)
- Gentle Annie, regia di Andrew Marton (1944)
- La nave senza nome (Wing and a Prayer), regia di Henry Hathaway (1944)
- Roger Touhy, Gangster, regia di Robert Florey (1944)
- The Eve of St. Mark, regia di John M. Stahl (1944)
- Festa d'amore (State Fair), regia di Walter Lang (1945)
- Una campana per Adano (A Bell for Adano), regia di Henry King (1945)
- Crime Doctor's Man Hunt, regia di William Castle (1946)
- It Shouldn't Happen to a Dog, regia di Herbert I. Leeds (1946)
- Il bandito senza nome (Somewhere in the Night), regia di Joseph L. Mankiewicz (1946)
- Il castello di Dragonwyck (Dragonwyck), regia di Joseph L. Mankiewicz (1946)
- Johnny Comes Flying Home, regia di Benjamin Stoloff (1946)
- Tutte le spose son belle (From This Day Forward), regia di John Berry (1946)
- Violenza (The Gangster), regia di Gordon Wiles (1947)
- Cielo giallo (Yellow Sky), regia di William A. Wellman (1948)
- La luna sorge (Moonrise), regia di Frank Borzage (1948)
- Suggestione (The Saxon Charm), regia di Claude Binyon (1948)
- Labbra avvelenate (Race Street), regia di Edwin L. Marin (1948)
- Il tempo si è fermato (The Big Clock), regia di John Farrow (1948)
- Erano tutti miei figli (All My Sons), regia di Irving Reis (1948)
- Tu partirai con me (Holiday Affair), regia di Don Hartman (1949)
- Luce rossa (Red Light), regia di Roy Del Ruth (1949)
- Strange Bargain, regia di Will Price (1949)
- Madame Bovary, regia di Vincente Minnelli (1949)
- L'indiavolata pistolera (The Beautiful Blonde from Bashful Bend), regia di Preston Sturges (1949)
- Naviganti coraggiosi (Down to the Sea in Ships), regia di Henry Hathaway (1949)
- Hello Out There – cortometraggio (1949)
- La città nera (Dark City), regia di William Dieterle (1950)
- The Showdown, regia di Dorrell McGowan e Stuart E. McGowan (1950)
- La gabbia di ferro (Outside the Wall), regia di Crane Wilbur (1950)
- Più forte dell'amore (The Blue Veil), regia di Curtis Bernhardt (1951)
- La bambina nel pozzo (The Well), regia di Leo C. Popkin e Russell Rouse (1951)
- Il ribelle dalla maschera nera (The Highwayman), regia di Lesley Selander (1951)
- Il cerchio di fuoco (Appointment with Danger), regia di Lewis Allen (1951)
- Quando sarò grande (When I Grow Up), regia di Michael Kanin (1951)
- Il mio bacio ti perderà (Belle Le Grand), regia di Allan Dwan (1951)
- Quattro morti irrequieti (Stop, You're Killing Me), regia di Roy Del Ruth (1952)
- Il massacro di Tombstone (Toughest Man in Arizona), regia di R.G. Springsteen (1952)
- L'assedio degli Apaches (Apache War Smoke), regia di Harold F. Kress (1952)
- Marijuana (Big Jim McLain), regia di Edward Ludwig (1952)
- Uomini alla ventura (What Price Glory), regia di John Ford (1952)
- Mezzogiorno di fuoco (High Noon), regia di Fred Zinnemann (1952)
- I miei sei forzati (My Six Convicts), regia di Hugo Fregonese (1952)
- Là dove scende il fiume (Bend of the River), regia di Anthony Mann (1952)
- Ultime della notte (Scandal Sheet), regia di Phil Karlson (1952)
- La vita che sognava (Boots Malone), regia di William Dieterle (1952)
- La maschera e il cuore (Torch Song), regia di Charles Walters (1953)
- Il grande incontro (Champ for a Day), regia di William A. Seiter (1953)
- Arena, regia di Richard Fleischer (1953)
- La baia del tuono (Thunder Bay), regia di Anthony Mann (1953)
- Terra lontana (The Far Country), regia di Anthony Mann (1954)
- Addio signora Leslie (About Mrs. Leslie), regia di Daniel Mann (1954)
- Un killer per lo sceriffo (The Forty-Niners), regia di Thomas Carr (1954)
- Prisoner of War, regia di Andrew Marton (1954)
- La storia di Glenn Miller (The Glenn Miller Story), regia di Anthony Mann (1954)
- Nessuno resta solo (Not as a Stranger), regia di Stanley Kramer (1955)
- Aquile nell'infinito (Strategic Air Command), regia di Anthony Mann (1955)
- La casa da tè alla luna d'agosto (The Teahouse of the August Moon), regia di Daniel Mann (1956)
- Esecuzione al tramonto (Star in the Dust), regia di Charles F. Haas (1956)
- Unidentified Flying Objects: The True Story of Flying Saucers, regia di Winston Jones – documentario (1956)
- La frustata (Backlash), regia di John Sturges (1956)
- Il fondo della bottiglia (The Bottom of the Bottle), regia di Henry Hathaway (1956)
- Under Fire, regia di James B. Clark (1957)
- Cominciò con un bacio (It Started with a Kiss), regia di George Marshall (1959)
- Cimarron, regia di Anthony Mann (1960)
- Tempesta sulla Cina (The Mountain Road), regia di Daniel Mann (1960)
- ...e l'uomo creò Satana (Inherit the Wind), regia di Stanley Kramer (1960)
- La conquista del West (How the West Was Won), regia di John Ford e Henry Hathaway (1962)
- A braccia aperte (John Goldfarb, Please Come Home!), regia di J.Lee Thompson (1965)
- Papà, ma che cosa hai fatto in guerra? (What Did You Do in the War, Daddy?), regia di Blake Edwards (1966)
- Frankie e Johnny, regia di Frederick de Cordova (1966)
- Carta che vince, carta che perde (The Flim-Flam Man), regia di Irvin Kershner (1967)
- Riprendiamoci Forte Alamo! (Viva Max), regia di Jerry Paris (1969)
- Il dito più veloce del West (Support Your Local Sheriff!), regia di Burt Kennedy (1969)
- L'ultimo eroe del West (Scandalous John), regia di Robert Butler (1971)
- L'infallibile pistolero strabico (Support Your Local Gunfighter), regia di Burt Kennedy (1971)
- La TV ha i suoi primati (The Barefoot Executive), regia di Robert Butler (1971)
- Pistaaa... arriva il gatto delle nevi (Snowball Express), regia di Norman Tokar (1972)
- Charley e l'angelo (Charley and the Angel), regia di Vincent McEveety (1973)
- La banda delle frittelle di mele (The Apple Dumpling Gang), regia di Norman Tokar (1975)
- Il pistolero (The Shootist), regia di Don Siegel (1976)
- Il gatto venuto dallo spazio (The Cat from Outer Space), regia di Norman Tokar (1978)
- La banda delle frittelle di mele 2 (The Apple Dumpling Gang Rides Again), regia di Vincent McEveety (1979)
- Il volo dei draghi (The Flight of Dragons), regia di Jules Bass (1982)
- La retata (Dragnet), regia di Tom Mankiewicz (1987)
- Family Plan - Un'estate sottosopra (Family Plan), regia di Fred Gerber (1997)

### Televisione
- The Amazing Mr. Malone – serie TV, 1 episodio (1951)
- The Doctor – serie TV, episodio 1x11 (1952)
- Cavalcade of America – serie TV, 2 episodi (1953-1956)
- December Bride – serie TV, 155 episodi (1954-1959)
- The Lone Wolf – serie TV, 2 episodi (1954)
- The 20th Century-Fox Hour – serie TV, episodio 2x19 (1957)
- Have Gun - Will Travel – serie TV, 2 episodio (1958-1963)
- Alfred Hitchcock presenta (Alfred Hitchcock Presents) – serie TV, 1 episodi (1959)
- Pete and Gladys – serie TV, 72 episodi (1960-1962)
- Gli intoccabili (The Untouchables) – serie TV, 1 episodio (1962)
- Going My Way – serie TV, episodio 1x06 (1962)
- Ensign O'Toole – serie TV, episodio 1x09 (1962)
- The Richard Boone Show – serie TV, 1 episodio (1963-1964)
- The Wall to Wall War, regia di Robert Gist – film TV (1963)
- Il virginiano (The Virginian) – serie TV, episodio 1x27 (1963)
- Il ragazzo di Hong Kong (Kentucky Jones) – serie TV, 7 episodi (1964-1965)
- Il dottor Kildare (Dr. Kildare) – serie TV, 3 episodi (1965)
- The Wackiest Ship in the Army – serie TV, episodio 1x10 (1965)
- Dragnet - 98 episodi (1967-1970)
- La famiglia Partridge (The Partridge Family) – serie TV, 2 episodi (1970-1972)
- Gunsmoke – serie TV, 4 episodi (1970-1975)
- But I Don't Want to Get Married!, regia di Jerry Paris – film TV (1970)
- Love, American Style – serie TV, 1 episodio (1970)
- The D.A. – serie TV, 2 episodi (1971)
- Ellery Queen: Don't Look Behind You, regia di Barry Shear – film TV (1971)
- Cat Ballou, regia di Elliot Silverstein – film TV (1971)
- The Feminist and the Fuzz, regia di Jerry Paris – film TV (1971)
- Hec Ramsey – serie TV, 4 episodi (1972-1974)
- Mistero in galleria (Night Gallery) – serie TV, 1 episodio (1972)
- M*A*S*H – serie TV, 179 episodi (1974-1983)
- Una strana coppia (Sidekicks), regia di Burt Kennedy – film TV (1974)
- The Last Day, regia di Vincent McEveety – film TV (1975)
- The Magnificent Magical Magnet of Santa Mesa, regia di Hy Averback – film TV (1977)
- Exo-Man, regia di Richard Irving – film TV (1977)
- Radici - Le nuove generazioni (Roots) – miniserie TV (1979)
- Love Boat (The Love Boat) – serie TV, 5 episodi (1978-1985)
- Kate Bliss and the Ticker Tape Kid, regia di Burt Kennedy – film TV (1978)
- The Bastard, regia di Lee H. Katzin – film TV (1978)
- Delitto a New Orleans (Murder at the Mardi Gras), regia di Ken Annakin – film TV (1978)
- Maneaters Are Loose!, regia di Timothy Galfas – film TV (1978)
- Il giorno in cui le allodole voleranno (Better Late Than Never), regia di Richard Crenna – film TV (1979)
- You Can't Take It with You, regia di Paul Bogart – film TV (1979)
- The Wild Wild West Revisited, regia di Burt Kennedy – film TV (1979)
- Backstairs at the White House – miniserie TV (1979)
- More Wild Wild West, regia di Burt Kennedy – film TV (1980)
- Scout's Honor, regia di Henry Levin – film TV (1980)
- Roughnecks, regia di Bernard McEveety – film TV (1980)
- Rivkin, cacciatore di taglie (Rivkin: Bounty Hunter), regia di Harry Harris – film TV (1981)
- After MASH – serie TV, 29 episodi (1983-1984)
- Cianuro a colazione (Sparkling Cyanide), regia di Robert Michael Lewis – film TV (1983)
- Blacke's Magic – serie TV, 4 episodi (1986)
- You Can't Take It with You – serie TV, 3 episodi (1987-1988)
- La signora in giallo (Murder, She Wrote) – serie TV, episodio 3x21 (1987)
- Ai confini della realtà (The Twilight Zone) – serie TV, episodio 3x01 (1988)
- 14 Going on 30, regia di Paul Schneider – film TV (1988)
- Eroe per un giorno (The Incident), regia di Joseph Sargent – film TV (1990)
- Incidente a Baltimora (Against Her Will: An Incident in Baltimore), regia di Delbert Mann – film TV (1992)
- Incident in a Small Town, regia di Delbert Mann – film TV (1994)
- I Simpson (The Simpsons) – serie TV, 1 episodio (1995)
- The Jeff Foxworthy Show – serie TV, 1 episodio (1995)
- Una famiglia del terzo tipo (3rd Rock from the Sun) – serie TV, 3 episodi (1996-1997)
- Grace Under Fire – serie TV, 1 episodio (1996)
- Love & Money – serie TV, 1 episodio (1999)

## Doppiatori italiani
Nelle versioni in italiano delle opere in cui ha recitato, Harry Morgan è stato doppiato da:
- Bruno Persa in Alba fatale, ...e l'uomo creò Satana, Il fondo della bottiglia, La frustata, La gabbia di ferro, I miei sei forzati, Il pistolero, Una campana per Adano, Il cerchio di fuoco
- Stefano Sibaldi ne La bambina nel pozzo, La città nera, Là dove scende il fiume, La storia di Glenn Miller
- Gianfranco Bellini in Suggestione (riedizione), La storia di Glenn Miller (ridoppiaggio), Charley e l'angelo, Mezzogiorno di fuoco
- Vinicio Sofia in Madame Bovary, La casa da tè alla luna d'agosto, Cimarron
- Gualtiero De Angelis in Uomini alla ventura, La maschera e il cuore
- Giuseppe Fortis in Riprendiamoci Forte Alamo!, M*A*S*H (s. 1-3)
- Carlo Romano in Erano tutti miei figli
- Nino Pavese in Agguato sul fondo
- Adolfo Geri in Più forte dell'amore
- Giuseppe Rinaldi ne La baia del tuono
- Cesare Barbetti in Nessuno resta solo
- Cesare Fantoni in Esecuzione al tramonto
- Sergio Tedesco in Cielo giallo (riedizione)
- Sergio Graziani in Pistaaaa... arriva il gatto delle nevi
- Alessandro Sperlì ne Il gatto venuto dallo spazio
- Gianni Bonagura in M*A*S*H (ep. 3x01)
- Emilio Cappuccio in M*A*S*H (ep. 4x17)
- Sergio Fiorentini in M*A*S*H (s. 4-9)
- Mario Bardella ne La banda delle frittelle di mele
- Gil Baroni ne La retata
- Walter Maestosi ne La signora in giallo
- Gianni Vagliani in Family Plan - Un'estate sottosopra
- Dante Biagioni in Pistaaa... arriva il gatto delle nevi (ridoppiaggio)